# Onosma bubanii
Onosma bubanii ist eine Pflanzenart aus der Gattung der Lotwurzen (Onosma) in der Familie der Raublattgewächse (Boraginaceae).

## Beschreibung
Onosma bubanii ist eine ausdauernde Pflanze. Die blütentragenden Stängel erreichen Wuchshöhen von 15 bis 20 cm. Diese sind aufrecht, unverzweigt, fein behaart und mit abstehenden, 2 bis 3 mm langen Borsten behaart. Die unteren Laubblätter sind 40 bis 50 mm lang und 3 bis 5 mm breit und schmal langgestreckt.
Die Blütenstände sind nicht verzweigt. Die Blütenstiele sind 0 bis 2 mm lang. Die Tragblätter sind etwa genauso lang wie der Kelch. Dieser ist zur Blütezeit 11 bis 14 mm lang und ist dicht mit langen, gelben Borsten besetzt. Die Krone ist 16 bis 20 mm lang, blass gelb und unbehaart, oder nur manchmal mit wenigen Haaren an den Kronlappen versehen.
Die Chromosomenzahl beträgt 2n = 12.

## Vorkommen
Die Art ist den Pyrenäen verbreitet.